# Polylepis lanuginosa
Espèce
Synonymes
- Polylepis coriacea Bitter[1]
- Polylepis lehmannii Hieron.[1]

Statut de conservation UICN

 VU B1ab(iii) : Vulnérable
Polylepis lanuginosa est une espèce de plantes à fleurs de la famille des Rosaceae.

## Liste des variétés
Selon Tropicos (11 avril 2019) :
- variété Polylepis lanuginosa var. microphylla Wedd.

## Publication originale
- Nova Genera et Species Plantarum (quarto ed.) 6: 228. 1824.